# 플라비우 아마두
플라비우 다 실바 아마두(포르투갈어: Flávio da Silva Amado, 1979년 12월 30일 ~ )는 앙골라의 전 축구 선수로 과거 포지션은 공격수였으며 앙골라 A대표팀에서 역대 국제 A매치 최다 출전수 기록을 보유 중이다.

## 선수 시절

### 클럽
1999년 앙골라 1부 리그의 아틀레치쿠 루안다에서 데뷔하여 2005년까지 팀의 주축 공격수로 활동하며 앙골라 1부 리그 2연패, 앙골라컵 2회 우승, 2002년 앙골라 슈퍼컵 우승을 이끈 것은 물론 2001년 CAF 챔피언스리그 득점왕 및 최우수선수, 2시즌 연속 리그 득점왕 타이틀을 거머쥐는 기염을 토했다.
이후 2005년부터 2009년까지 이집트 프리미어리그의 알아흘리 SC에서 활동하며 리그 4연패, 이집트컵 2연패, 이집트 슈퍼컵 4연패, CAF 챔피언스리그 3회 우승, CAF 슈퍼컵 3회 우승, 2006년 FIFA 클럽 월드컵 3위로 이끌었고 이뿐 아니라 이집트 리그에서 2번의 득점왕을 차지하는 등 전성기를 이어갔다.
그리고 2009년부터 2011년까지 사우디 프로페셔널리그의 알샤바브 FC에서 활동하는 동안 2009년 사우디아라비아 국왕컵 우승, 2010년 AFC 챔피언스리그 4강 진출 등에 기여했으며 그 뒤 벨기에 프로 리그의 리르서 SK에 몸 담았다가 2012년 친정팀인 아틀레치쿠 루안다로 복귀하여 2013년 컵대회 우승을 맛본 뒤 이듬해인 2014년 15년간의 프로 생활을 정리했다.

### 국가대표팀
2000년 앙골라 A대표팀 첫 발탁 후 부룬디와의 2002년 아프리카 네이션스컵 예선 4조 최종전에서 국제 A매치 데뷔골을 신고했다.
그 후 2번의 COSAFA컵(2001년, 2004년)에서 3골을 뽑아내며 팀 우승의 주역으로 맹활약한 뒤 2006년 FIFA 월드컵 아프리카 지역 예선에서도 2골을 터뜨려 앙골라의 사상 첫 월드컵 본선 진출에 이바지했으며 월드컵 본선에서도 이란을 상대로 팀의 유일한 득점이자 선취골을 터뜨리며 앙골라 축구 역사상 월드컵 본선 2경기 연속 승점 획득에 기여했다.
그리고 3번의 아프리카 네이션스컵 본선(2006년, 2008년, 2010년)에 출전하여 비록 2006년 대회에서는 3골을 터뜨리며 맹활약했음에도 팀이 조별리그에서 탈락하면서 빛이 바랬지만 2008년 대회와 자국에서 열린 2010년 대회에서는 무려 4골을 퍼붓는 등 아프리카 네이션스컵 통산 11경기 7골이라는 폭발적인 득점력으로 2회 연속 8강 진출에 기여하며 앙골라 대표팀의 에이스로 맹활약했다.
이후 2014년 A매치 통산 91경기 34골로 앙골라 대표팀 내 최다 A매치 출장 기록 및 아콰에 이어 A매치 통산 최다 득점 2위의 기록을 남기며 14년간 정들었던 국가대표팀과 화려하게 작별했다.

## 수상

### 클럽
아틀레티쿠 루안다
- 지라볼라 : 우승 (2000, 2001)
- 앙골라컵 : 우승 (2000, 2002, 2013)
- 앙골라 슈퍼컵 : 우승 (2002)

 알아흘리 SC
- 이집트 프리미어리그 : 우승 (2005-06, 2006-07, 2007-08, 2008-09)
- 이집트컵 : 우승 (2006, 2007)
- 이집트 슈퍼컵 : 우승 (2005, 2006, 2007, 2008)
- CAF 챔피언스리그 : 우승 (2005, 2006, 2008)
- CAF 슈퍼컵 : 우승 (2006, 2007, 2009)
- FIFA 클럽 월드컵 : 3위 (2006)

 알샤바브 FC
- 사우디아라비아 국왕컵 : 우승 (2009)
- AFC 챔피언스리그 : 4강 (2010)

### 국가대표팀
앙골라
- COSAFA컵 : 우승 (2001, 2004)

### 개인
- CAF 챔피언스리그 득점왕 : 2001
- CAF 챔피언스리그 MVP : 2001
- 이집트 프리미어리그 득점왕 : 2006-07, 2008-09
- 지라볼라 득점왕 : 2001, 2002